# Chapelle Notre-Dame-de-Claviers de Moussages
La chapelle Notre-Dame-de-Claviers est une chapelle située en France sur la commune de Moussages (Cantal), en région Auvergne-Rhône-Alpes.

## Localisation
Le monument se trouve dans le hameau de Jailhac.

## Historique
À l’origine chapelle castrale, l’édifice devient paroissial en 1519, puis lieu de pèlerinage au XIXe siècle. À cette époque, l’ermite François Lesmariés remet la chapelle en état et y installe les stations d’un chemin de croix. La chapelle est antérieure à 1109.

### Protection
La chapelle est inscrite au titre des monuments historiques par arrêté du 30 janvier 1986.

## Description
Chapelle de plan rectangulaire avec chevet en demi-cercle, accessible par un perron semi-circulaire du XIXe siècle. Façade sobre avec porte surmontée d’un linteau non orné. Clocher-peigne en angle taluté, percé de deux ouïes romanes. À l’intérieur, abside voûtée en cul-de-four avec niche romane ayant abrité une Vierge en majesté.